# Christus kam nur bis Eboli

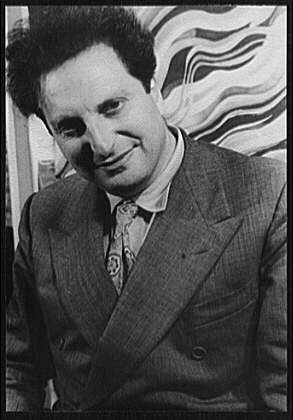
Carlo Levi (1947)

Christus kam nur bis Eboli (italienisch Cristo si è fermato a Eboli) ist ein autobiographischer Roman von Carlo Levi über die Zeit seiner Verbannung (1935/1936) nach Grassano und Aliano in der süditalienischen Region Lucania (1932 bis 1947 der offizielle Name der Region Basilicata).

## Persönliche Erfahrungen
Das Buch, das 1945 herauskam und in dem er Aliano mit dem erfundenen Namen Gagliano bezeichnet, schildert die Situation in einem Ort, in dem sich die Einwohner aufgegeben haben, weil alle, die sich etwas zutrauen, den Ort verlassen, um etwas aus ihrem Leben zu machen. „‚Wir sind keine Christen‘ sagen sie, ‚Christus ist nur bis Eboli gekommen.‘ Christ bedeutet in ihrer Ausdrucksweise Mensch; [...] ‚Wir gelten nicht als Menschen, sondern als Tiere, [...] denn wir müssen uns der Welt der Christen jenseits unseres Horizontes unterwerfen.‘“
Als architektonischer Gegensatz zur Rückständigkeit des Ortes steht inmitten eines kleinen Platzes ein fast haushohes, überdachtes Pissoir aus Stahlbeton für vier Personen in der Art, wie sie während der Jahre zuvor in Großstädten errichtet worden waren. Es wird allerdings nur von Schweinen zum Trinken und von Kindern zum Spielen besucht. An der Wand steht die Inschrift einer Turiner Firma. Levi, der aus Turin stammte, schreibt: „Ein einziger Mensch benutzte es oft zu dem Zweck, zu dem es erbaut war, und das war ich; und dabei wurde ich, wie ich gestehen muss, nicht von einem Bedürfnis, sondern nur von Heimweh getrieben.“
Während er sich den Honoratioren des Ortes zu entziehen sucht, von denen er doch abhängig ist (rigide festgelegter Bewegungsraum, Ausgehzeiten und Briefzensur) und die ihn in ihre generationenalten Kämpfe hineinzuziehen suchen, findet er auf dem Friedhof Frieden in der Hitze des „Malarialandes“ in einem vorsorglich ausgehobenen neuen Grab. „In dieser Einsamkeit und Freiheit verbrachte ich ganze Stunden.“

## Geschichtsbild
Die Welt der Bauern sieht Levi als seit vorrömischer Zeit unverändert. Der historische Sinn, der mit Aeneas in diese Welt eingedrungen sei, sei ihnen fremd. Und schon bevor Fernand Braudel aus der Annales-Schule seine Geschichte des Mittelmeerraumes aus der Sicht der longue durée schreibt, formuliert er: „Und ich dachte, man sollte eine Geschichte von diesem Italien schreiben, wenn es möglich ist, eine Geschichte von etwas zu schreiben, das sich nicht in der Zeit abspielt: die einzige Geschichte dessen, was ewig und unveränderlich ist; eine Mythologie.“

## Politische Folgerungen
Freunde, denen er während eines kurzen Aufenthaltes in der Heimat von seinen Erfahrungen erzählt, fassen seiner Meinung nach das Problem des Südens zu abstrakt auf. Die Welt der Bauern scheint ihm unvereinbar mit einem Staat, der nicht den einzelnen Kommunen viel mehr Autonomie gewährt. Solange die nicht geschaffen werde, sieht er die Welt der Bauern in ständiger Resignation versunken, nur gelegentlich von verzweifelten Aufständen – wie etwa denen der Briganten in der zweiten Hälfte des 19. Jahrhunderts – unterbrochen. „Es kann nicht der Staat sein, der die Probleme des Südens löst, hatte ich angeführt, aus dem einfachen Grunde, weil das, was wir das Problem des Südens nennen, nichts anderes als das Problem des Staates selbst ist.“

## Film
Francesco Rosi drehte einen gleichnamigen Film, der 1979 veröffentlicht wurde. In der Hauptrolle des Carlo Levi ist Gian Maria Volonté zu sehen.

## Ausgaben
- Cristo si è fermato ad Eboli. Einaudi, Turin 1945.
- Cristo si è fermato a Eboli. Con saggi introduttivi di Italo Calvino e Jean-Paul Sartre. Einaudi, Turin 2014. ISBN 978-88-06-21934-5
- Christus kam nur bis Eboli. Übers. von Helly Hohenemser-Steglich. Europa Verlag, Zürich/Wien/New York 1947; 4. Auflage 1973.
- Christus kam nur bis Eboli. Übers. von Helly Hohenemser-Steglich. dtv, München 2003, ISBN 3-423-13039-3.